# Hrvatski sirevi
Hrvatski sirevi je pojam koji objedinjuje stoljetnu tradiciju proizvodnje ovih mliječnih proizvoda na cijelom području Hrvatske, od krajnjeg sjevera, odnosno Međimurja, pa sve do juga Dalmacije. Hrvatska je poznata po svojim sirevima i to posebno po onima čija je proizvodnja na otocima, a to su zbog intenzivnog uzgoja ovaca ovčji sirevi. U različitim krajevima Hrvatske razvila se i proizvodnja sireva od kravljeg i kozjeg mlijeka, sve sukladno s tradicijom i uzgojem stoke na određenom području.
Zbog relativno malog obujma proizvodnje Hrvatska se ne može pohvaliti velikim količinama proizvedenih sireva, ali se zato može pohvaliti njihovom iznimnom kvalitetom. Tijekom godina na tržištu su se isprofilirale određene tvrtke i brendovi u proizvodnji sireva, te su pokazali da i u hrvatskoj postoji izuzetan potencijal u njihovoj proizvodnji, a sve zasnovano na dugogodišnjoj tradiciji i originalnom načinu izrade kroz povijest. Zbog toga što je tradicija veoma važna u originalnosti proizvodnje, na hrvatsko se tržište iz običnih seoskih domaćinstava, uz polagano povećanje količina, sve više izbacuje nove brandove sireva iznimne kvalitete i izvorne recepture. Iako je industrijska proizvodnja sireva u zamahu, na stolovima ljudi u Hrvatskoj još je često moguće pronaći sireve iz kućne radinosti, to jest domaći sir.
Hrvatski sirevi su dobitnici mnogih domaćih i međunarodnih priznanja i nagrada na različitim događanjima koja su vezana za sajmove sira, pršuta i vina. Zbog svoje postojanosti i vrsne kvalitete, te prepoznatljivosti kod krajnih kupaca, Hrvatska gospodarska komora je nekolicini sirnih proizvoda dodijelila znak Izvorno hrvatsko i time obilježila proizvode koji su od iznimne važnosti za ugled hrvatskih prehrambenih proizvoda na domaćem i međunarodnom tržištu.

### Sirevi koji su zaslužili nositi znak Izvorno hrvatsko
Paški sir koji proizvodi "Sirena - Mala sirana" d.o.o., Kolan, otok Pag koji je proizeden od ovčijeg mlijeka autohtone pasmine paške ovce. Zbog specifičnog uzgoja paških ovci na otvorenom i njihovom prehranom na pašnjacima otoka koji obiluju aromatičnim biljem na koje bura kao izniman faktor nanosi morsku sol što mlijeku, pa i siru od njega, daje karakterističan okus, osebujnog mirisa, zrnate strukture koja se pri konzumiranju topi i mrvi u ustima. Paški sir je zreo za pet mjeseci i ima oblik koluta težine oko 2 kilograma. Ovaj sir je nositelj brojnih međunarodnih priznanja te ima posebnu dozvolu za izvoz na zahtjevno tržište EU.
Dimsi koji proizvodi Dukat d.d. Zagreb a radi se o polutvrdom siru koji je nastao na bazi sira Bjelovarca sedamdesetih godina prošlog stoljeća u tvornici Sirela kada se došlo do ideje da se dimljenjem izvrši konzervacija ali i obogati okus sira. Dimsi je jedini dimljeni sir hrvatske proizvodnje, koji se osim okusom i mirisom specifičnom za dimljene sireve odlikuje i elastičnom i rupičastom smjesom čija je kora tvrda, zlatnožute boje premazana prozirnim premazom za zaštitu. Na tržištu ga je moguće pronaći kao kolut težine cca 2,5 kilograma ili rezane komade po 400 grama vakumskog pakiranja. U 35 godina postojanja, ovaj je sir postao prepoznatljiv i stekao vjeran i stalan broj svojih potrošača.
Podravec koji proizvodi Dukat d.d. Zagreba je sir koji je nastao kombinacijom proizvodnje sira Trapista i Edamca ali na hrvatski način pri kojem je Sirela u sedamdesetim godinama prošlog stoljeća stvorila polutvrdi sir čija su svojstva blag kiselkast okus koji zrenjem postaje slatkast, mekoća, povezana, elastična smjesa te izrazita žuta boja s ravnomjerno raspoređenim pravilnim rupicama. Podravec se proizvodi u obliku bloka, mase cca 2,7 kg, koji je vakuumski zapakiran u plastičnu vrećicu s prepoznatljivom crvenom bojom i nema kore. Na isti način pakiran je i po cca 800 g, 400 g i 250 g. Po proizvedenim količinama ovo je vodeći sir Sireline sirane.
Zagrebački sir koji proizvodi Dukat d.d. Zagreb spada u svježe kravlje sireve koji imaju dugu tradiciju proizvodnje u našim kontinentalnim krajevima. Ovaj sir se često konzumira sam ili kao prilog suhomesnatim proizvodima uz dodatak vrhnja, crvene mljevene paprike, češnjaka i drugog povrća i namirnica. Uz to koristi se u pripremi kolača i slastica. Karakteristika zagrebačkog sira je njegova lisnata struktura, koja se postiže pojedinačnim grabljenjem i ocjeđivanjem u zasebnim zdjelicama. 
Caprilo je meki masni sir od kozjeg mlijeka s plemenitom bijelom plijesni koji proizvodi Vindija d.d. Ovaj sir je blagog okusa i mirisa koji podsjeća na šampinjone. Snježnobijela plijesan na površini odlikuje vizualano ovaj sir kao i neodoljiv okus i miris. Duljim zrenjem tijesto u unutrašnjosti uz površinu počinje se razlijevati te je okus je malo pikantniji, što je za prave sladokusce i poznavatelje sira iznimno priznato svojstvo. Dobitnik je zlatne medalje na Svjetskom ocjenjivanju sireva 2000. u Londonu. Caprilo je hrvatski sir svjetske kvalitete. Jedan komad sira teži oko 100 grama.
Capro blue je meki masni sir od kozjeg mlijeka s plemenitom plavom plijesni kojeg proizvodi Vindija d.d., Varaždin. Smjesa ovog sira je meka, lomljiva, bijela u kojoj su nepravilne rupe proraštene plavom plijesni, svijetlo žute tanke kore i blago je pikantan. Aroma plemenitih gljiva postiže se specijalnom njegom i posebnim uvjetima zrenja. Prodajna pakiranja težine su 2,5 kg, a manja su u obliku trokutića od 6x100 grama.
Capron je meki masni sir od kozjeg mlijeka kojeg proizvodi Vindija d.d., a čije se zrenje odvija pod crvenom mažom. Zbog specifičnog načina zrenja i njege na površini se razvija crvenkastožuta ovojnica kulture Brevibacterium linens koja s nizom tehnološki vođenih procesa pridonosi osebujnosti Caprona. Dobitnik je brončane medalje na Svjetskom ocjenjivanju sireva (WCA) 2005. u Londonu.
Caprodur je tvrdi sir od kozjeg mlijeka kojeg proizvodi Vindija d.d. a dobitnik je zlatne medalje na Svjetskom ocjenjivanju sireva („World cheese awards“) u Londonu i srebrne na ocjenjivanju njemačkoga poljoprivrednog udruženja „DLG“. Ime je dobio od latinskih riječi capra, što znači koza, i dur što znači tvrd. 
Kvaliteta Caprodura potječe od kozjeg mlijeka i nastavlja se u procesu obrade uz stalan nadzor tehnologa, a specifičan okus i aromu sir dobiva zrenjem u Brinju podno Velebita gdje se u vrlo oštrim prijelazima miješaju kontinentalna i mediteranska klima. 
Ovidur je tvrdi sir od ovčjeg mlijeka kojeg proizvodi Vindija d.d., Varaždin a ime mu potječe od latinskih riječi ovis, ovca, i dur, tvrd. Specifičnost siras Ovidura je da se otprema na zrenje u ličko Brinje podno Velebita zbog mješavine kontinentalne i blage mediteranske klime te prirodnih uvjeta špilje koji daju završnu notu njegovoj vrhunskoj kvaliteti koju su prepoznali kupci i stručnjaci za sireve. Dobitnik je zlatne medalje na Svjetskom ocjenjivanju sireva u Londonu. Potražnja za njim na tržištu svake je godine sve veća te prelazi kapacitete njegove proizvodnje, zbog toga nosi nadimak – zlatni sir. 
Varaždinski svježi sir u sirnoj marami koji proizvodi Vindija d.d., Varaždin nastao kao spoj tradicionalne proizvodnje svježeg sira ocjeđivanjem u sirnoj marami od kvalitetnog domaćeg kravljeg mlijeka. Ovaj sir je svojim okusom i izgledom osvojio brojne kupce.
Tounjski sir - proizvodi se u malom mjestu Tounj, pokraj Ogulina. Sir je kravlji i dimljeni.

## Pogledati još
- Izvorno hrvatsko
- Istarski ovčji sir
- Lećevački sir
- Lička basa
- Sir
- Škripavac
- Turoš

## Vanjske poveznice
- Hrvatska gospodarska komora za znak Izvorno hrvatsko  Arhivirana inačica izvorne stranice od 24. listopada 2010. (Wayback Machine)